# 護られし者
「護られし者」（まもられしもの, The Painted Man, The Warded Man)は、アメリカの著者のピーター・V・ブレットによるファンタジー小説。
これは、デーモンサイクルの最初の部分である。

## 概要
本の作中に登場する人物の視線から描かれて、小児期から大人になるまで表記する物語。世界の人間はコアリング（Corelings）という鬼・悪魔に攻めてきて、毎晩その鬼は惑星の芯から起こって人間を狩って食う。小説にはたくさんのコアリングがあって、それぞれ特徴エレメントや鬼のアビリティー・技能が備え付ける。
それで、人間界はすでに暗黒時代に陥って、鬼の来襲から守ってきた用具はただワールヅ（wards）という（魔術の盾・守備のような）呪文を使う。ワールヅは字のような、人間の集落の周りにかけて、それを書いたり、描かれたり、刻み付けたりものである。ワールヅはしょっちゅう保持しなければなりません、注意しないとワールヅは失敗して、鬼は攻めてしまった、人を殺して、食った。
主人公たち各々ヒーロー の旅を始まって、人間を救って乗り出してみた。